# Benedikt VIII.
Benedikt VIII., rođen kao Teofilakt II. od Tuskuluma, papa od 18. svibnja 1012. do 9. travnja 1024. godine.
Bulom od 27. rujna 1022. dubrovačkom nadbiskupu dodjeljuje palij. Ta je bula najstariji sačuvani dokument u Državnom arhivu u Dubrovniku.